# Toluca (meteorit)
Meteorit Toluca je meteorit iz skupine kovinskih meteoritov. 

## Zgodovina
Meteorit Toluca so našli že španski konkvistadorji leta 1776 v dolini Toluca v Mehiki. Kovino iz meteorita so tam živeči Indijanci že stoletja uporabljali za izdelavo orodja.

## Lastnosti
Na področju padca meteorita so doslej našli na tisoče kosov. Skupno so zbrali okoli 2.500 kg. Meteorit kaže zelo lep Widmanstättenov vzorec. Vsebuje vključke minerala troilita.
Meteorit Toluca izvira iz asteroidnega pasu. Spada med oktaedrite skupine IA.

Kemična sestava je naslednja: 91 % Fe, 8,1 % Ni.